# 堪萨斯城市政厅
堪萨斯城市政厅（英語：Kansas City City Hall）是美國密苏里州堪萨斯城市政府的官方驻地。市政厅坐落在堪萨斯城市中心，共有29层。其中，市长室设在29楼，市议会厅设在26楼，在楼顶还设有一个观景平台。此外，它还是全球第四高的市政厅，堪萨斯城第六高的建筑物。
在当地的政界大佬（political boss）汤姆·彭德格斯特的影响下，大楼于1935年投建。当时，堪萨斯城提出了一套市政建筑的建造计划以抵抗大萧条对该市的冲击。这套方案就包括了修建堪萨斯城市政厅与杰克逊县法院大楼。两者均由怀特&怀特设计事务所设计。而彭德格斯特的混凝土公司承担了市政厅的建造。
该楼常被认为是美术风格（Beaux-Arts）建筑，但在内部装饰中有不少装饰艺术的元素。意大利白、灰、红、绿大理石在内部装饰中被广泛使用。建筑中，共使用了570立方米的混凝土、7800吨石料和6800吨钢材。1937年10月25日，大楼落成投入使用。
现在堪萨斯城的第一高楼——堪萨斯城广场一号楼（One Kansas City Place）的设计灵感也来自市政厅。